# Michael Whitmarsh
Michael Whitmarsh (ur. 18 maja 1962 w San Diego, zm. 17 lutego 2009 w Solana Beach) – amerykański siatkarz plażowy. Wicemistrz Olimpijski z 1996 r. w parze z Michaelem Doddem.
W 1997 r., razem z Canyonem Cemanem, został wicemistrzem Świata.
17 lutego 2009 został znaleziony martwy w garażu swojego przyjaciela w Solana Beach. Sekcja zwłok wykazała zatrucie związkami węgla, co wskazuje na samobójstwo. Miał 46 lat.

## Sukcesy
- Mistrzostwa Świata:
  -  1997